# Jan Gabras
Jan Gabras (zm. 1460) – bizantyński książę państwa Teodoro na Krymie w latach 1444–1460 z dynastii Gabrasów.

## Życiorys
Był synem Aleksego I Gabrasa. Jego żoną była Maria Asen. Jego braćmi byli władcy Teodoro: Aleksy II Gabras (1434-1444) i Izaak Gabras (1471–1474). 